# Jimmy Conzelman
James Good Conzelman (* 6. März 1898 in St. Louis, Missouri, USA; † 31. Juli 1970, ebenda), geboren als James Gleason Dunn, war ein US-amerikanischer American-Football-Spieler und -Trainer. Er spielte unter anderem als Quarterback.

## Herkunft
Conzelman wurde als Sohn von James Dunn und Margaret Ryan in St. Louis geboren. Nachdem sein Vater verstorben war, nahm auch er den Namen des zweiten Ehemanns seiner Mutter an. Bereits auf der Highschool spielte er als Quarterback. Mit seiner High-School-Mannschaft gewann er die Stadtmeisterschaft. Seine Familie war finanziell nicht in der Lage ihm ein Studium zu finanzieren. Er war daher auf ein Stipendium angewiesen.

## Spielerlaufbahn

### Collegespieler
1916 erhielt Conzelman ein Stipendium an der Washington University in St. Louis. Aufgrund des Todes seines Stiefvaters musste er das College aber bald wieder verlassen, um seine Mutter unterstützen zu können. 1917 schloss er sich der U.S. Navy an und spielte als Quarterback für die Mannschaft seiner Marinebasis. Gleichzeitig betätigte er sich als Boxer und gewann die Marinemeisterschaft im Mittelgewicht. Mit seiner Footballmannschaft, in der auch die späteren Mitglieder der Pro Football Hall of Fame Paddy Driscoll und George Halas spielten, zog er 1919 in den Rose Bowl ein und gewann gegen eine andere Marinemannschaft mit 17:0. 1919 kehrte er an sein altes College in St. Louis zurück.

### Profispieler

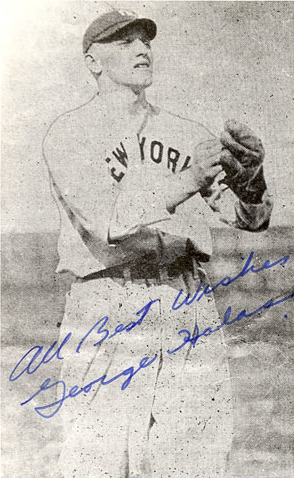
George Halas

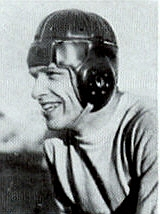
Wildcat Wilson, Spieler der Providence Steam Roller

1920 wechselte der 183 cm große und 79 kg schwere Conzelman zu den Decatur Staleys, die der neu gegründeten NFL angehörten und kurze Zeit später in Chicago Staleys und später in Chicago Bears umbenannt wurden. Nach einer Saison verließ er diese Mannschaft und wechselte zu den Rock Island Independents. Dort wurde er während eines Spiels seiner Mannschaft vom Teambesitzer spontan im Alter von 23 Jahren zum Head Coach ernannt. Nachdem die Independents vorzeitig ihre Saison beendet hatten, schloss er sich 1922 als Spieler und Trainer den Milwaukee Badgers an. 1925 wurde Conzelman zum Teambesitzer. Für den Preis von 500 US-Dollar (nach anderen Quellen 400 US-Dollar) erwarb er eine NFL-Franchise und gründete die Detroit Panthers. Während der ersten Spielzeit der Mannschaft aus Detroit erreichte die Mannschaft in der Abschlusstabelle einen guten dritten Tabellenplatz – es konnten acht von 12 Spielen gewonnen werden – landete man im folgenden Jahr aber nur im Mittelfeld der Tabelle. Da die Panthers zudem keinen wirtschaftlichen Erfolg hatten, musste Conzelman die Mannschaft in diesem Jahr für 1200 US-Dollar wieder verkaufen. Er selbst war nicht nur der Besitzer des Teams, er spielte auch für die Mannschaft und war deren Trainer. 1927 lief Conzelman für die Providence Steam Roller auf. Mit der Mannschaft gewann er als Spielertrainer 1928 die NFL Meisterschaft. Bereits in dieser Spielrunde hatte Conzelman Probleme mit einem Knie. Diese Knieverletzung zwang ihn auch seine Spielerkarriere im Jahr 1929 zu beenden.

## Trainerlaufbahn
Conzelman kehrte in seine Heimatstadt zurück und wurde dort Geschäftsmann. Gleichzeitig trainierte er bis 1932 eine halbprofessionelle Footballmannschaft, bevor er das Traineramt an seinem alten College übernahm. Während seiner Trainerzeit an seinem alten College gewann sein Team 32 der 50 Spiele.
1940 kehrte Conzelman in die NFL zurück und wurde Head Coach der Chicago Cardinals, die er drei Spielrunden lang trainierte. Die Mannschaft um Fullback Buddy Parker und End Al Coppage konnte in keiner der drei Spielrunden mehr Siege als Niederlagen erzielen.
Conzelman war auch ein begeisterter Baseballspieler, der zwischen den Spielrunden auch für diverse unterklassigen Mannschaften Baseball spielte. 1942 wurde er Assistent des Präsidenten der St. Louis Browns, einem Team der MLB. Im Jahr 1946 übernahm er nochmals das Traineramt bei den Cardinals. Mit Charley Trippi, Vince Banonis, Bob Zimny und Buster Ramsey standen ihm zahlreiche All-Pro-Spieler zur Verfügung. 1947 führte er seine Mannschaft zur NFL Meisterschaft. Im Endspiel konnten die Philadelphia Eagles mit 28:21 besiegt werden. Im darauf folgenden Jahr mussten sich die Cardinals allerdings mit 7:0 im Endspiel den Eagles geschlagen geben. Conzelman beendete nach dieser Saison seine Laufbahn.
Als Head Coach von Profifootballmannschaften konnte Conzelman 87 seiner 167 Spiele gewinnen.

## Nach dem Profisport
Jimmy Conzelman kehrte nach seinem letzten Trainerjahr nach St. Louis zurück und wurde Vizepräsident einer Werbeagentur. 1953 übernahm er ein Amt im Vorstand der St. Louis Cardinals. Conzelman starb im Alter von 72 Jahren. Er ist auf dem Calvary Cemetery and Mausoleum in St. Louis beerdigt.

## Ehrungen
Conzelman ist Mitglied im NFL 1920s All-Decade Team, in der Arizona Cardinals Hall of Fame und in der Pro Football Hall of Fame. Er wurde zweimal zum All-Pro gewählt.

## Quelle
- Jens Plassmann: NFL – American Football. Das Spiel, die Stars, die Stories (= Rororo 9445 rororo Sport). Rowohlt, Reinbek bei Hamburg 1995, ISBN 3-499-19445-7.